# Msza krzyżma świętego

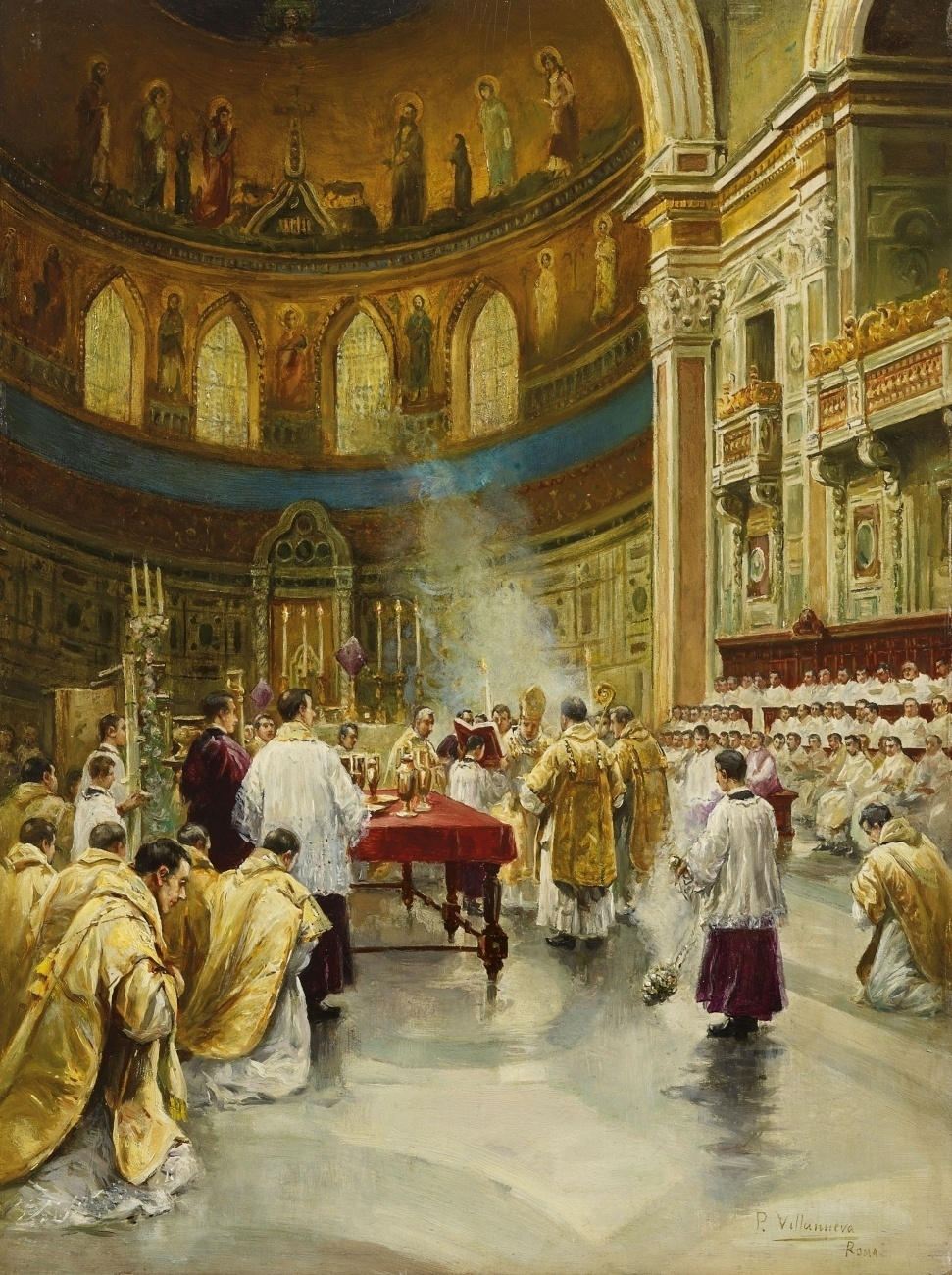
Msza krzyżma świętego w bazylice św. Jana na Lateranie w Rzymie

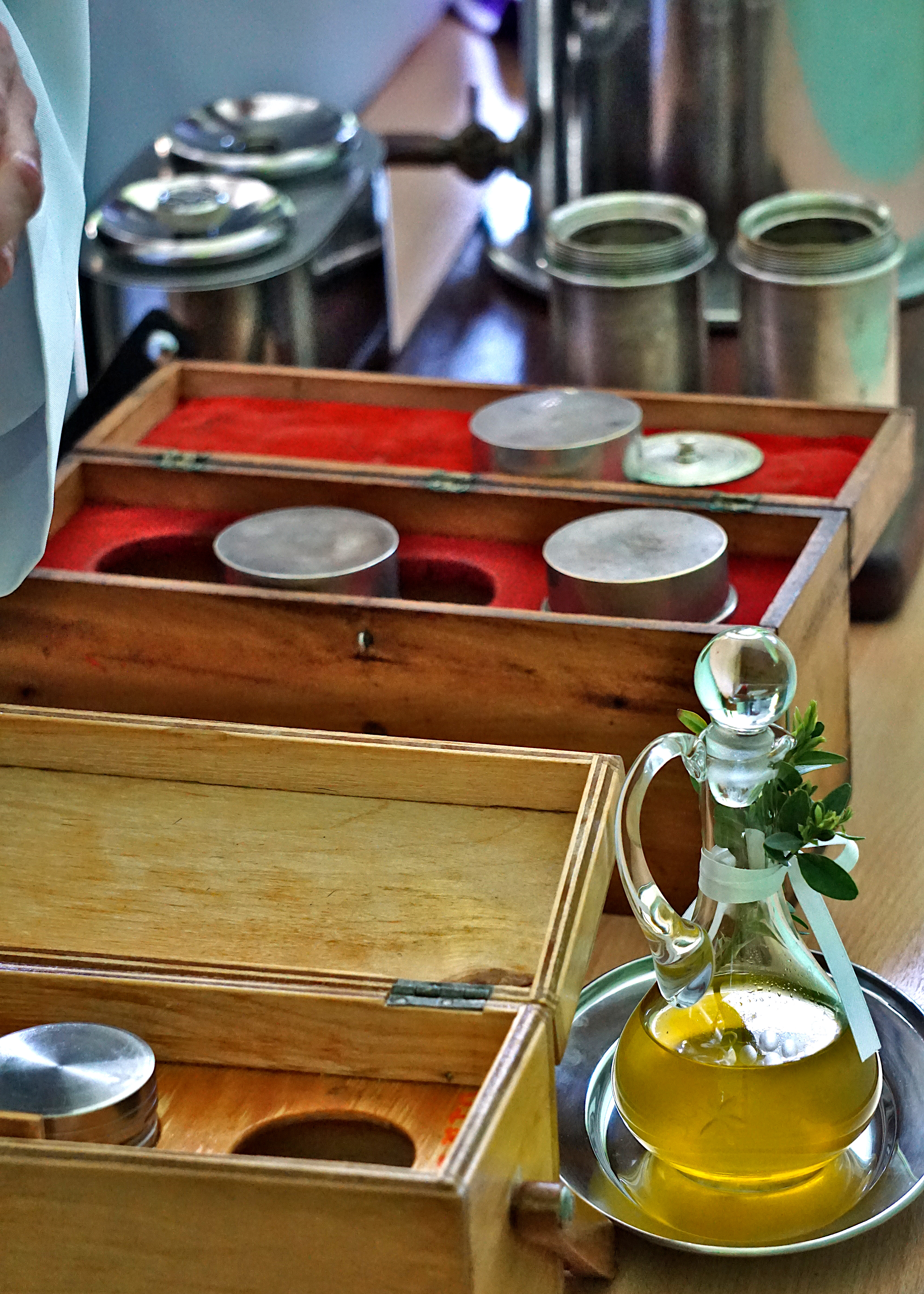
Pojemniki na św. oleje po mszy krzyżma świętego, przygotowane do napełnienia

Msza krzyżma świętego, nazywana również mszą olejów – uroczysta eucharystia sprawowana w Wielki Czwartek przed południem.  W czasie tej mszy świętej biskup błogosławi oleje chorych i katechumenów oraz poświęca krzyżmo. Msza ta nie należy do Triduum Paschalnego.

## Msza Krzyżma w Kościele rzymskokatolickim
Liturgia odprawiana jest przez biskupa co do zasady w katedrze (aczkolwiek są przypadki, że w innym kościele, np. w Krakowie odbywa się w kościele św. Jana Pawła II), gdzie gromadzą się kapłani z całej diecezji, aby sprawować liturgię razem ze swoim ordynariuszem. Jeżeli wierni ze swymi pasterzami mają trudności w zgromadzeniu się w Wielki Czwartek, mogą uczestniczyć w tej ceremonii w innym dniu. Taka sytuacja zachodzi najczęściej w krajach misyjnych, gdzie diecezje obejmują swymi granicami ogromne przestrzenie. Ważne, by obrzęd błogosławienia olejów miał miejsce w czasie poprzedzającym Wielkanoc. 
Liturgia zna trzy rodzaje olejów, którymi się posługuje, wszystkie są one poświęcone podczas mszy krzyżma:
- olej chorych,
- olej katechumenów,
- olej krzyżma.

Zgodnie ze zwyczajem liturgii, błogosławieństwo oleju chorych odbywa się przed zakończeniem Modlitwy eucharystycznej, zaś błogosławieństwo oleju katechumenów i konsekracja krzyżma po Komunii. Ze względów duszpasterskich wolno cały obrzęd błogosławieństwa odprawić po liturgii słowa.